# High Chaparral
High Chaparral est un parc à thème et un écomusée créé en 1966 et situé dans la localité de Kulltorp (sv), entre Gnosjö et Värnamo, en Suède.
Il a été fondé par Bengt Erlandson, plus connu sous le pseudonyme Big Bengt.
Le parc présente plusieurs spectacles de cascades. Il comporte également un train à vapeur qui fait le tour du parc. Le parc est divisé en plusieurs zones dont une consacrée au far-west, une aux amérindiens, une au Mexique et un musée rassemblant de nombreux objets culturels, une collection de voitures anciennes et de machines ainsi que divers objets datant de la guerre froide.

## Galerie

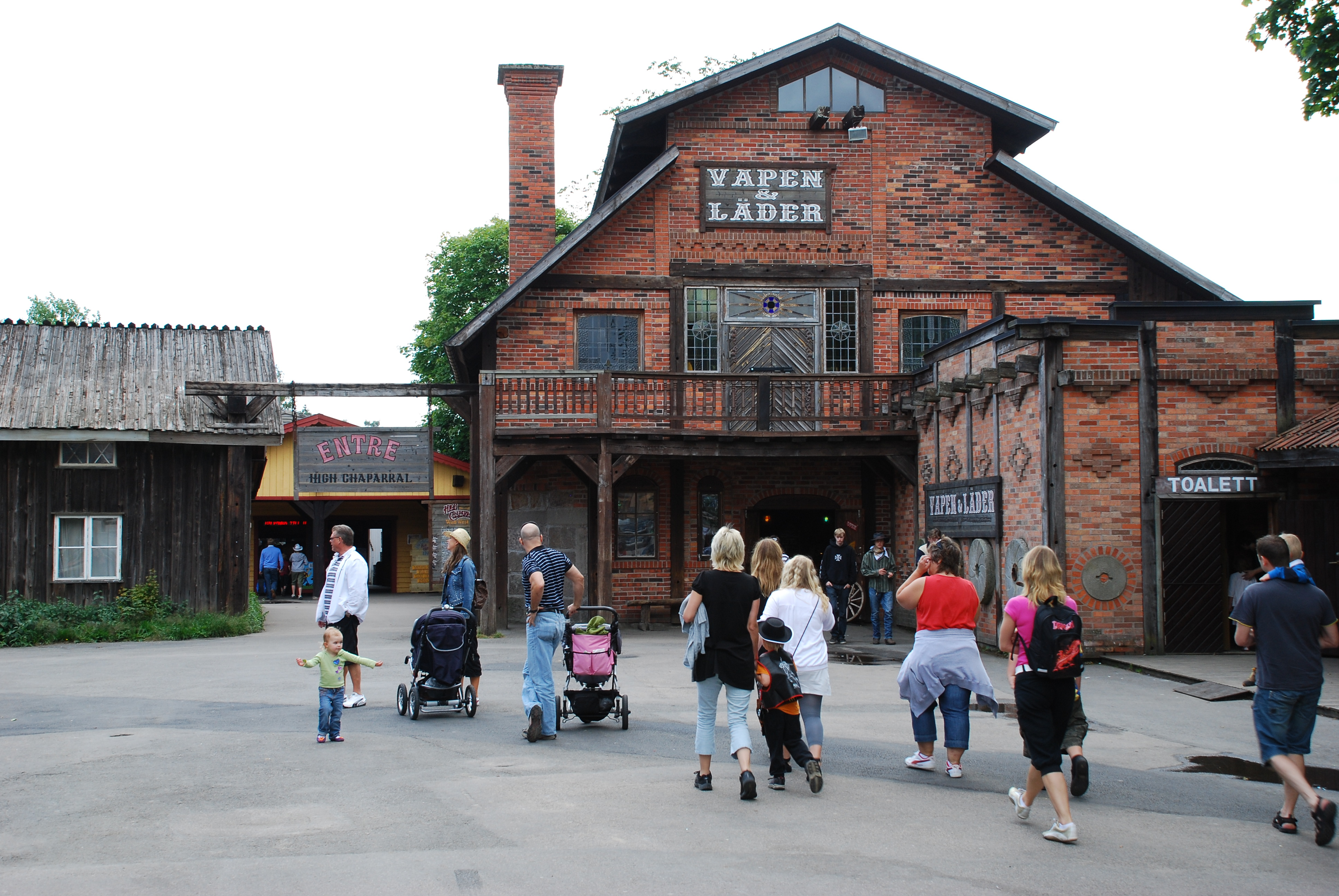
Entrée du parc
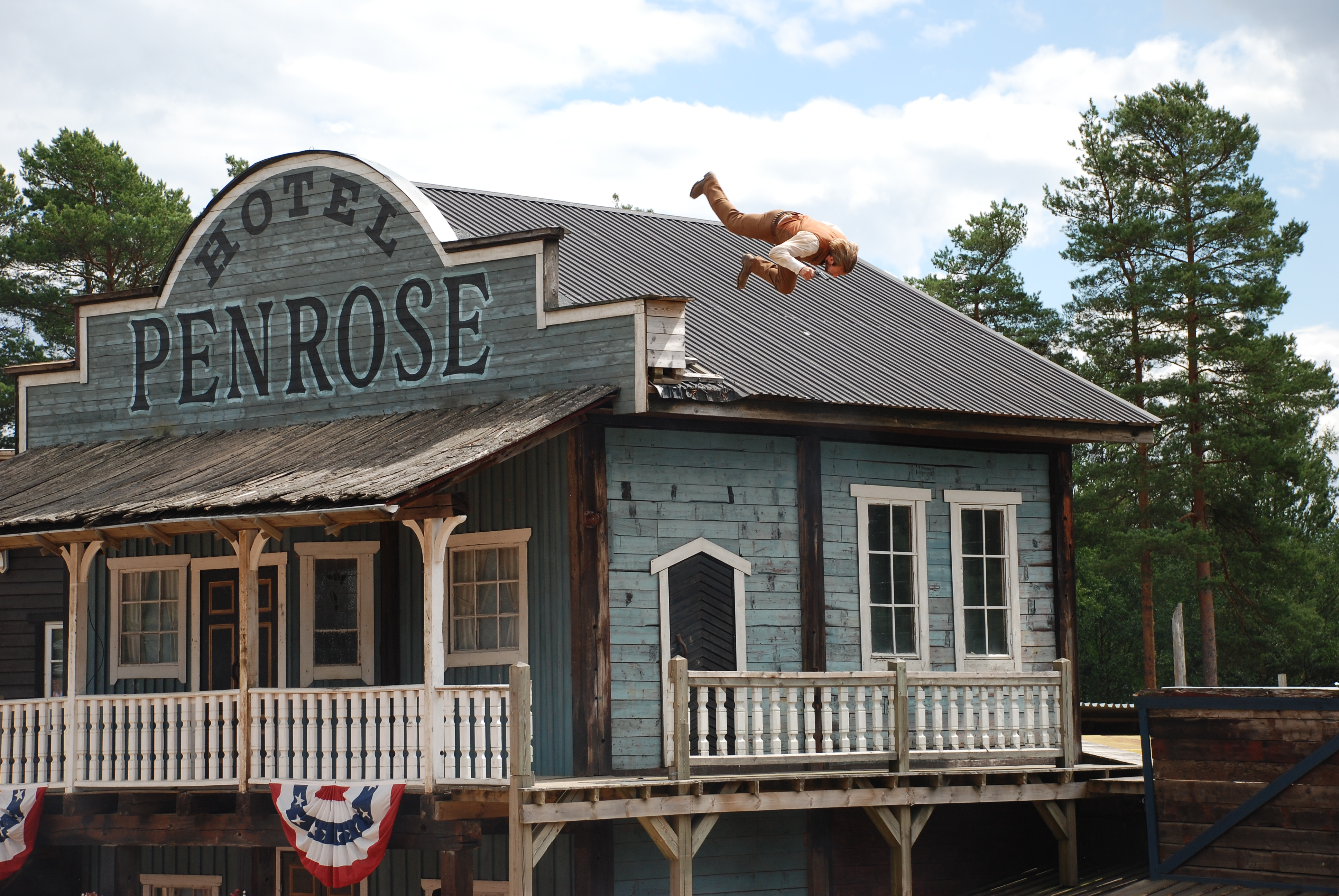
Spectacle de cascades